# 플래티넘 듄스
플래티넘 듄스(Platinum Dunes)는 미국의 영화 제작사이다. 2001년 영화 제작자 마이클 베이, 브래드 풀러, 앤드루 폼이 설립하였다. 《닌자터틀》 시리즈로 잘 알려져 있다.

## 같이 보기
- 마이클 베이
- 블럼하우스 프로덕션스
- 다크 캐슬 엔터테인먼트
- 트위스티드 픽처스